# Kulunda-síkság
A Kulunda-síkság (régebben többnyire Kulunda-sztyepp vagy egyszerűen Kulunda; oroszul Кулундинская равнина [Kulungyinszkaja ravnyina], Кулундинская степь [Kulungyinszkaja sztyep], Кулунда [Kulunda]) tájegység Nyugat-Szibéria déli részén, a Felső-Ob és az Irtis között. Közigazgatásilag legnagyobb része Oroszország Altaji határterületéhez és (kisebb északi része) a Novoszibirszki területhez, valamint Kazahsztán Pavlodari területéhez tartozik.

## Neve
Neve a kazah кулун ('csikó') és дала ('puszta') szavakból származik.

## Földrajz
A Nyugat-szibériai-alföld déli részén, a sztyepp övben fekszik. Északon a Baraba-alföld erdős sztyeppje terül el, nyugaton az Irtis völgyén túli Isim-hátság, keleten-délkeleten az Ob-menti-hátság és az Altaj előhegyei határolják. Feltöltött síkság, melyet folyóvízi és tavi üledék tölt ki. Területének jelentős részét lösz borítja. 
Kiterjedése mintegy 100 ezer km² (tehát valamivel több, mint Magyarországé). Tengerszint feletti magassága a központi területeken 100–120 m, csak a peremeken haladja meg kevéssel a 200 m-t. Lapos felszínét vízmosások és északkelet–délnyugat irányú keskeny, 50–60 m-es gerincek (grivi, 'sörények') teszik változatossá. 
Éghajlata: itt délen a nyár melegebb és kevesebb a csapadék, mint a Baraba-alföld. A januári középhőmérséklet északon –17-19 °C, tehát déli fekvéséhez képest igen hideg; a júliusi középhőmérséklet 19-22 °C. Az éves csapadékmennyiség 250-350 mm.
A sztyepp eredeti jellegzetes, ürmös–árvalányhajas növényzete szinte teljesen eltűnt, területének nagy részét felszántották, mezőgazdasági művelésbe vették. Kisebb nyírfaligetek vagy fenyvesek inkább csak a mélyedésekben, folyóvölgyekben fordulnak.
Sok a lefolyástalan, sekély tó, többnyire sóstó. Legnagyobb állóvize a Kulunda-tó, melyet az azonos nevű sekély folyó táplál. A síkság északi vidékének folyója a szintén lefolyástalan tóba ömlő Burla (489 km).
Állatvilágára a sok rágcsáló, a tavak környékére a változatos madárvilág jellemző.

## Mezőgazdasága
1954 és 1963 között a térségben a sztyeppet mintegy 420 000 km²-en feltörték és intenzív mezőgazdasági művelésbe vonták. A Kulunda-síkság Nyugat-Szibéria fontos mezőgazdasági körzete lett. Területének legnagyobb részén növénytermesztés folyik, gabonafélék (főleg tavaszi búza) és ipari növények szántóföldjei húzódnak, sok helyen mesterséges öntözést alkalmaznak. 
A sztyepp felszántásának negatív hatásai azonban hamarosan megmutatkoztak. Az intenzív szélerózió következtében az eredeti lösztakaró csökkent vagy teljesen eltűnt; a talaj vízháztartása megbomlott, termőképessége csökkent. A 2010-es években nemzetközi tervek készültek a kedvezőtlen folyamatok visszafordítására.

## Sós tavak vidéke
A Kulunda-tavak a köznyelvben a síkság sekély sóstóinak összefoglaló elnevezése. Ide tartozik maga a Kulunda-tó és a „szomszédos” Kucsuk-tó, melynek partján nátrium-szulfát-kombinát épült, valamint azoktól keletre és délre sok kisebb lefolyástalan sóstó. E tavak szódakészlete világviszonylatban az elsők között áll(t) [1970-es évek], de konyha- és egyéb sókat is nagy mennyiségben tartalmaznak. Az itteni készletek hasznosítására építették fel Oroszország első szódagyárát 1864-ben.
A Tanatar-tó (valójában több kisebb tó sorozata) sókészletére alapozva hozták létre a második világháború idején a kalcinált szóda-gyárat Malinovoje Ozero településen (Mihajlovszkoje falu mellett). Magát a tavat (Malinovoje Ozero, jelentése: 'málna-tó') különös, rózsaszínű vizéről nevezték el. Szlavgorod mellett, a brómban gazdag Bolsoje Jarovoje-tó vizének hasznosítására is nagy vegyipari gyár létesült; az évek folyamán a területen önálló város épült: Jarovoje. 